# André Derrien
André Louis Marie Derrien (ur. 31 lipca 1895 w Quimper, zm. 4 kwietnia 1994 w Fouesnant) – francuski żeglarz, olimpijczyk, zdobywca złotego medalu w regatach na letnich igrzyskach olimpijskich w 1928 roku w Amsterdamie.

## Kariera sportowa
Na Letnich Igrzyskach Olimpijskich 1928 zdobył złoto w żeglarskiej klasie 8 metrów. Załogę jachtu L’Aile VI tworzyli również Donatien Bouché, Jean Lesieur, Carl de la Sablière, André Lesauvage i Virginie Hériot.